# Michael Small
Michael Lewis Small (* 30. Mai 1939 in New York City; † 24. November 2003 in Manhattan, New York City) war ein US-amerikanischer Komponist. Einem breiten Publikum ist er für seine Filmmusiken bekannt; in seiner mehr als drei Jahrzehnte währenden Karriere vertonte er über 50 Film- und Fernsehproduktionen, häufig Thriller bekannter Hollywood-Regisseure.

## Leben
Michael Small wurde 1939 in New York geboren. Sein Vater, Jack Small, war Schauspieler und in den 1950er Jahren als Geschäftsführer für die traditionsreiche Theater-Produktionsfirma Shubert Organization tätig. Small wuchs in Maplewood (New Jersey) auf und kam bedingt durch die Tätigkeit des Vaters früh mit dem Theater in Kontakt. Er nahm bereits als Kind Klavierstunden, schloss auf Drängen seines Vaters aber eine solide Ausbildung als Englischlehrer ab, die ihn in den späten 1950er Jahren an das Williams College und die Harvard University (Teilnahme an einem einjährigen Master-Programm) führten.
Bereits als College-Student schrieb Small eigene Musikkompositionen für Comedy-Shows. Dort arbeitete er unter anderem gemeinsam mit Charles Webb, dem späteren Autor der Romanvorlage für den erfolgreichen Spielfilm Die Reifeprüfung (1967). Durch die Beziehungen seines Vaters, gelangte Small zu einer Einladung von Lehman Engel, der ihn in den BMI Musical Theater Workshop für Komponisten und Liedtexter unterbrachte. Privat nahm Small Unterricht bei Meyer Kupferman, Professor am Sarah Lawrence College. Daraufhin begann er die Musik für Werbespots zu schreiben.
Als Filmkomponist begann der Autodidakt ab Ende der 1960er Jahre mit Paul Williams Tragikomödie Out of it (1969) in Erscheinung zu treten, nachdem der Filmproduzent Edward R. Pressman seine Arbeiten entdeckt hatte. Bis 2002 kreierte Small die Musik zu über 50 Film- und Fernsehproduktionen. Bekanntheit erlangte er durch seine Arbeit an Thrillern, darunter Alan J. Pakulas Oscar-prämierter Film Klute (1971) und Zeuge einer Verschwörung (1974) oder John Schlesingers Der Marathon-Mann (1976). Eine langjährige Zusammenarbeit verband Small mit dem Filmregisseur Bob Rafelson, dessen Regiearbeiten Wenn der Postmann zweimal klingelt (1981), Die schwarze Witwe (1987), Land der schwarzen Sonne (1990) und Poodle Springs (1998) er vertonte. Rafelson schätze vor allem Smalls Talent, romantische Melodien zu kreieren. Zu seiner Lieblingsarbeit zählte der Regisseur die Filmmusik zu Land der schwarzen Sonne. Smalls Berufskollege und Schüler, der Kanadier Chris Dedrick, betitelte den US-Amerikaner als „Meister der Paranoia“.
Neben Werbung und Spielfilmen schrieb Small auch Musik für Dokumentarfilme, darunter Pumping Iron (1977), in dem Arnold Schwarzenegger als Bodybuilder auftrat und Bekanntheit erlangte.
Michael Small war seit dem Jahr 1961 bis zu seinem Tod im Jahr 2003 mit seiner Frau Lynn (Geburtsname: Goldberg) verheiratet, die er während einer Theateraufführung auf dem College kennengelernt hatte. Aus dieser Verbindung gingen zwei Söhne hervor. Small starb im Alter von 64 Jahren an Prostatakrebs, zwei Tage vor dem Tod seines Mentors Meyer Kupferman.

## Filmografie (Auswahl)
- 1971: Klute
- 1973: Liebe, Schmerz und das ganze verdammte Zeug (Love and Pain and the Whole Damn Thing)
- 1974: Zeuge einer Verschwörung (The Parallax View)
- 1975: Unter Wasser stirbt man nicht (The Drowning Pool)
- 1975: Die heiße Spur (Night Moves)
- 1975: Die Frauen von Stepford (The Stepford Wives)
- 1976: Der Marathon-Mann (Marathon Man)
- 1977: Audrey Rose – das Mädchen aus dem Jenseits (Audrey Rose)
- 1977: Pumping Iron
- 1978: Driver (The Driver)
- 1978: Eine Farm in Montana (Comes a Horseman)
- 1979: Die Rentner-Gang (Going in Style)
- 1980: Deine Lippen, deine Augen (Those Lips, Those Eyes)
- 1981: Zwei wie Katz und Maus (Continental Divide)
- 1981: Das Rollover-Komplott (Rollover)
- 1981: Wenn der Postmann zweimal klingelt (The Postman Always Rings Twice)
- 1983: Ein Richter sieht rot (The Star Chamber)
- 1983: Die Polizei-Chiefs von Delano (Chiefs, Miniserie, 3 Episoden)
- 1984: Moving in – Eine fast intakte Familie (Firstborn)
- 1985: Target – Zielscheibe (Target)
- 1986: Mut der Verzweiflung (Nobody's Child)
- 1987: Die schwarze Witwe (Black Widow)
- 1987: Der weiße Hai 4 – Die Abrechnung (Jaws The Revenge)
- 1987: Kellerkinder – Orphans (Orphans)
- 1988: Die Generation von 1969 (1969)
- 1989: Zweites Glück (See You in the Morning)
- 1990: Land der schwarzen Sonne (Mountains of the Moon)
- 1991: Die wahren Bosse – Ein teuflisches Imperium (Mobsters)
- 1992: Gewagtes Spiel (Consenting Adults)
- 1994: Wagons East!
- 2000: Verschollen im Packeis – Das Antarktis-Abenteuer des Sir Ernest Shackleton (The Endurance: Shackleton's Legendary Antarctic Expedition)